# جونز نويوا
جونز نويوا (بالإنجليزية: Jones Mwewa)‏ (12 مارس 1973 ندولا زامبيا - 18 نوفمبر 2011 كيتوي زامبيا) هو لاعب كرة قدم زامبي، شارك في كأس الأمم الأفريقية 2000.

## روابط خارجية
- جونز نويوا على موقع الاتحاد الدولي (مؤرشف)  (الإنجليزية)
- جونز نويوا على موقع قاعدة بيانات كرة القدم.إي يو (الإنجليزية)
- جونز نويوا على موقع ناشيونال فوتبول تيمز (الإنجليزية)